# كولوبنط مترابط
كولوبنط مترابط (الاسم العلمي:Colobanthus affinis) هو نوع من النباتات يتبع جنس الكولوبنط من الفصيلة القرنفلية.